# If Not for You (Olivia Newton-John)
If Not for You è il primo album in studio della cantante australiana Olivia Newton-John, pubblicato nel 1971.

## Tracce
- Side 1

1. Me and Bobby McGee (Kris Kristofferson, Fred Foster) – 3:46
2. If (David Gates) – 2:40
3. Banks of the Ohio (tradizionale) – 3:15
4. In a Station (Richard Manuel) – 3:07
5. Love Song (Lesley Duncan) – 3:44
6. Help Me Make It Through the Night (Kristofferson) – 2:19

- Side 2

1. If Not for You (Bob Dylan) – 2:50
2. Where Are You Going to My Love (Billy Day, John Goodison, Mike Leslie, Tony Hiller) – 3:27
3. Lullaby (Duncan) – 3:01
4. If You Could Read My Mind (Gordon Lightfoot) – 3:41
5. If I Gotta Leave (Hiller, Paul Curtis) – 2:40
6. No Regrets (Tom Rush) – 3:24

## Formazione
- Olivia Newton-John – voce
- Brian Bennett – batteria, percussioni
- John Farrar – chitarra
- Herbie Flowers – basso
- Alan Hawkshaw – tastiere
- Dave Richmond – basso